# Předslavská lípa
Předslavská lípa je památný strom v Ústí u Staré Paky. Jde o lípu velkolistou (Tilia platyphyllos) s obvodem kmene 6,3 m (ve výšce 1,3 m).

## Současný stav
V roce 1994 chybně instalováno vázání, které se uvolnilo a začalo zarůstat do kůry stromu, nahrazeno novým popruhovým vázáním v roce 1997. V kmeni stromu vyčištěna dutina, zajištěno odvodnění a větrání.

## Pověst
Vysazena byla prý na památku velkého lovu na vlky na místě bývalé tvrze panoše Jana Předslavce z Ústí.